# Friedrich Wieck

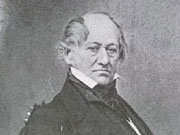
Friedrich Wieck.

Johann Gottlob Friedrich Wieck, född den 18 augusti 1785 nära Wittenberg, död den 6 oktober 1873 i Loschwitz, var en tysk pianist.
Wieck  studerade teologi, men ägnade sig sedan åt pianotillverkning och musiklånaffär, slutligen åt piano- och sångundervisning i Leipzig och Dresden. Som pianolärare åtnjöt han stort anseende, sedan han utbildat sina döttrar, Clara och Marie. Hans självskapade pianometod lade an på naturlig handställning samt utbildning av handleden och fingrarnas smidighet och styrka. Bland hans elever var även Hans von Bülow. 
Wieck utbildade sig sedermera även till ansedd sånglärare. Han författade Klavier und Gesang (1853; 3:e upplagan 1878) och Musikalische Bauernsprüche (2:a upplagan 1875) samt komponerade pianoetyder med mera. Ett arbete Materialien zu Friedrich Wiecks Pianofortemethodik utgavs 1875 av sonen Alwin.